# Культура спілкування
Культу́ра спілкува́ння — частина культури поведінки людини — сукупність форм щоденної поведінки людини (у побуті, у спілкуванні з іншими людьми), у яких знаходять зовнішнє вираження моральні та естетичні норми такої поведінки. Культура поведінки не буває поза культурою спілкування, і навпаки. Мовленнєвий етикет — важливий компонент національної культури. У мові, мовленнєвій поведінці, усталених формулах (стереотипах) сформувався багатий народний досвід, неповторність звичаїв.

## Основні правила ведення мовлення
Для різних видів мовленнєвої діяльності суспільство формує певні правила їх здійснення. Правила ведення мовлення, чи етикет мовлення, поділяються на правила для мовця і слухача.
Виділимо насамперед правила для мовця:
- Доброзичливе ставлення до співрозмовника, повага до адресата.
- Необхідно виявляти доречну у певній ситуації ввічливість (враховувати вік, службовий чи суспільний статус тощо). Треба знімати надмірну категоричність.
- Мовцеві не рекомендується ставити в центр уваги своє «я», нав'язувати свої думки й оцінку подій.
- Необхідним для мовця є відокремлення власного «я» слухача у центр уваги.
- Мовцеві треба вміти вибирати тему для розмови, доречну в кожній ситуації, яка є цікавою, зрозумілою партнерові.
- Мовець повинен стежити за логікою розгортання тексту, за тим, щоб висновки не заперечували задуму бесіди.
- Мовець повинен пам'ятати, що межа смислового сприйняття і концентрації уваги у слухача — обмежені.
- Мовцеві необхідно постійно відбирати мовні засоби відповідно до вибраної тональності тексту, орієнтуючись не тільки на адресата, але й на ситуацію спілкування загалом, на офіційність або неофіційність ситуації.
- Мовець повинен пам'ятати, що в усному контактному безпосередньому спілкуванні слухач не тільки чує, але й бачить його, отже, сприймає жести, міміку, пози, загальну манеру триматися при розмові й культуру поведінки.культура спілкування -це частина культури

## Правила для слухача
- Необхідно перервати всі справи й уважно вислухати мовця.
- Слухаючи, необхідно доброзичливо, з повагою і терпляче ставитися до мовця, бути тактовним.
- Намагатися не перебивати мовця, не вставляти недоречних зауважень, не переводити власне слухання у говоріння.
- Слухаючи, треба перевести в центр уваги мовця та його інтереси.
- Необхідно вміти вчасно оцінити мовлення співрозмовника, погодитися чи не погодитися з ним, відповісти на питання.